# Scolapasta

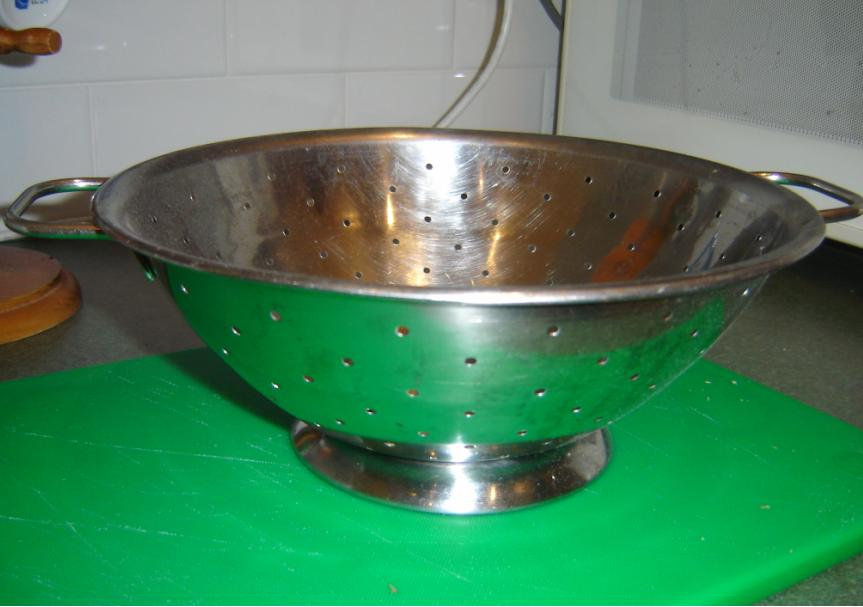
Scolapasta in acciaio inox

Lo scolapasta, chiamato anche colapasta e colabrodo, è un utensile che viene usato per separare i cibi dall'acqua di cottura. 

## Uso comune
Come dice il nome l'uso prevalente è quello di scolare la pasta, ma viene usato anche nella preparazione di verdure o altri alimenti quando si deve eliminare nello stesso momento tutta l'acqua o altro liquido e trattenere, sgocciolata, la parte solida. 
Il colapasta tradizionale è di forma semisferica cava, con due manici contrapposti sul bordo e una basetta o piedini per non rovesciarsi. 
Esistono anche colapasta cilindrici, generalmente abbinati a pentola di simile diametro e profondità che consentono di togliere i cibi dal liquido direttamente sul piano di cottura e trasferirli in altra pentola per l'operazione successiva. Il materiale più usato è il metallo: alluminio, acciaio inox, ferro smaltato, seguito dalla plastica.
Il colapasta è un derivato dei primi colatoi e colini di epoca etrusca e poi romana (colum), costituite in principio da utensili in tela, terracotta e in seguito rame usati in cucina, per colare cibi di vario genere, inclusi vino o verdure. La prima testimonianza italiana di uno strumento realizzato per scolare la pasta però si avrà più tardi, è del 1363 e riguarda la caza lasagnaria, un particolare tipo di mestolo forato, in dotazione ai lasagnari, ovvero i pastai imbarcati sulle galee della Repubblica di Genova.

## Uso simbolico
Lo scolapasta è utilizzato come copricapo dagli adepti del culto goliardico del pastafarianesimo.